# Magnus Poser

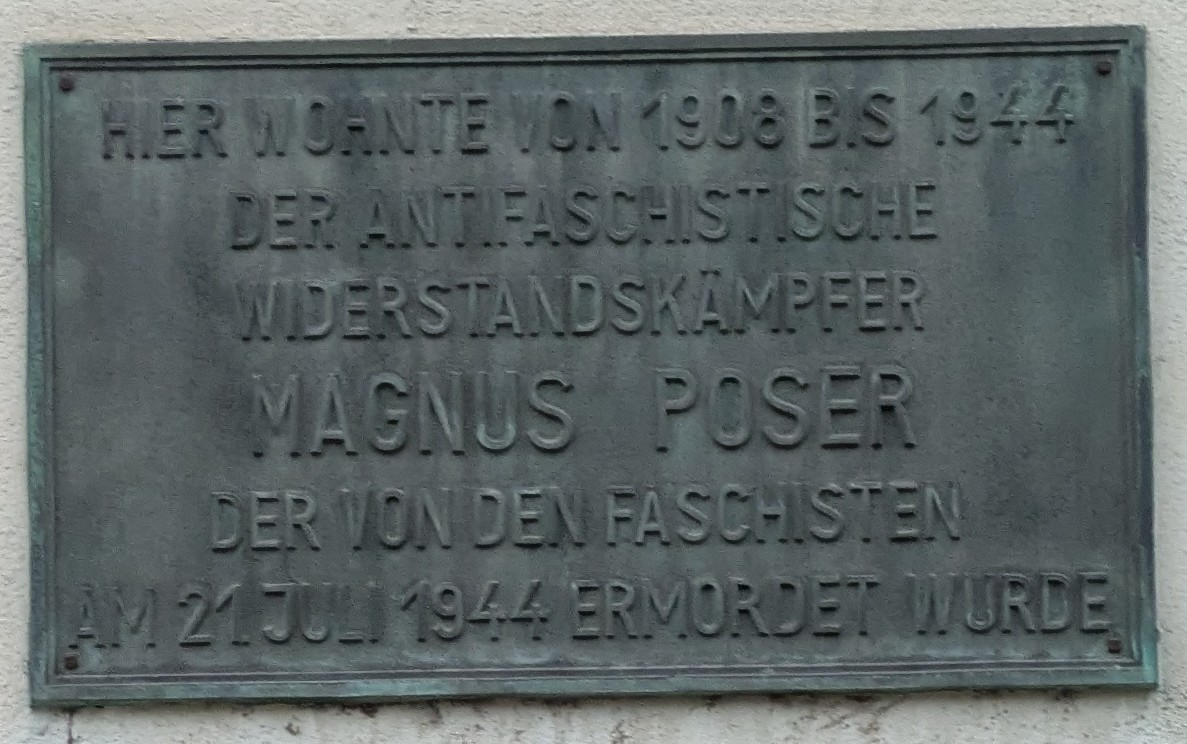
Gedenktafel an Posers altem Wohnhaus in Jena

Magnus Poser (* 26. Januar 1907 in Jena; † 21. Juli 1944 im KZ Buchenwald) war ein deutscher kommunistischer Widerstandskämpfer gegen den Nationalsozialismus.

## Leben
Magnus Poser wurde als jüngstes von vier Kindern als Sohn eines Zimmermanns in Jena geboren. Er besuchte die Jenaer Ostschule und schloss sich nach dem Ende des Ersten Weltkriegs der Freien Sozialistischen Arbeiterjugend an, der Vorläuferorganisation des Kommunistischen Jugendverbands Deutschlands (KJVD). Nach dem Schulabschluss begann er eine Ausbildung zum Tischler, die er 1925 als Geselle abschloss. Nach bestandener Gesellenprüfung ging Poser auf die „Walz“, die ihn durch die Schweiz, Österreich, Ungarn, die Tschechoslowakei, Dänemark, Finnland und in die Sowjetunion führte. In letzterer unternahm er den Versuch, ein Arbeiter-Studium aufzunehmen, was ihm jedoch nicht gelang.
1928 kehrte Poser nach Deutschland zurück, trat kurz darauf in die KPD ein und fand eine Arbeitsstelle in der Jenaer Firma Carl Zeiss. Poser wurde gesellschaftlich und politisch aktiv. Er engagierte sich in der Jenaer Sektion der Naturfreunde, durch die er auch mit Gewerkschaftern, Sozialisten, Sozialdemokraten und Anhängern anderer linker Strömungen zusammenkam. 1929 trat er dem Freidenkerverband bei. Ein Jahr später wurde er Vorstandsmitglied der Proletarischen Freidenker (Opposition). Am 26. November 1930 verlor Poser seinen Arbeitsplatz, da er zuvor wegen „Landfriedensbruchs“ zu drei Monaten Gefängnis verurteilt worden war.
Nach der Machtübertragung an die Nationalsozialisten schloss sich Poser einer illegalen Widerstandsgruppe an. Er wurde am 26. November 1933 erneut verhaftet, in das KZ Bad Sulza eingeliefert und am 20. April 1934 vom Oberlandesgericht Jena wegen „Vorbereitung zum Hochverrat“ zu zwei Jahren und vier Monaten Freiheitsstrafe verurteilt, welche er im Landesgefängnis Ichtershausen verbüßte. Danach war Poser wieder als Tischler tätig. Wenige Wochen nach seiner Entlassung heiratete er am 26. September Lydia Orban, die er schon lange aus dem KJD kannte und die mit ihm ebenfalls zu zwei Jahren Gefängnis verurteilt worden war. Er formierte in Jena trotz polizeilicher Überwachung eine Widerstandsgruppe, die unter anderem eine illegale Druckerei besaß. Die Auflage der dort erstellten Flugschriften betrug oft über 1.000 Exemplare und richtete sich in Einzelfällen in französischer und russischer Sprache auch direkt an Zwangsarbeiter. Anfang 1942 nahm er Kontakt zu Theodor Neubauer auf. Von da an gehörte Poser mit zu den führenden Mitgliedern einer in Thüringen weit verzweigten Widerstandsorganisation, die Verbindungen nach Berlin zu Franz Jacob und Anton Saefkow sowie der militärischen Opposition um Claus Schenk Graf von Stauffenberg und den Kreisauer Kreis hatte.
Magnus Poser wurde am 14. Juli 1944 an seiner Arbeitsstelle verhaftet und in den Weimarer Marstall, den Sitz der Gestapo, überführt. Nach Verhören und Folterungen versuchte er angeblich in der Nacht vom 20. zum 21. Juli 1944 zu fliehen, soll aber im angrenzenden Park von fünf Schüssen getroffen worden sein, an deren Folgen er im Krankenrevier des KZ Buchenwald verstarb.

## Gedenkstätten

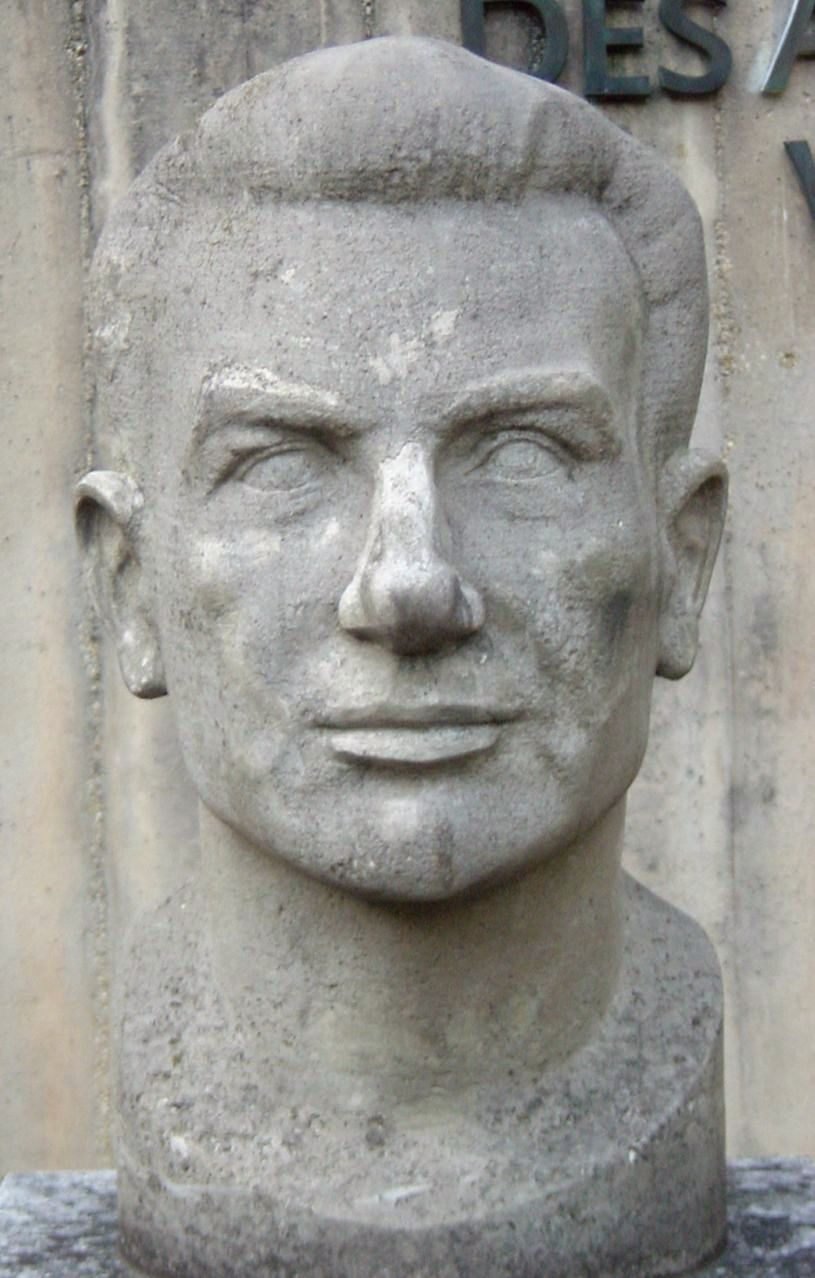
Porträtbüste Posers an der Gedenkstätte auf dem Nordfriedhof

Mitte der 1980er Jahre wurde auf dem Jenaer Nordfriedhof eine monumentale Gedenkstätte für die Opfer des antifaschistischen Widerstands angelegt. Sie diente in der DDR-Zeit unter anderem als Veranstaltungsort für politische Manifestationen von Parteifunktionären und gesellschaftlichen Organisationen an Gedenk- und Feiertagen. Vor einem etwa 3 m hohen Betonblock mit der Inschrift „Ruhm und Ehre den Helden des antifaschistischen Widerstandskampfes“ und dem Dreiecksemblem steht auf einem Sockel eine Portraitbüste von Magnus Poser. Die Urne Magnus Posers war ursprünglich an anderer Stelle bestattet und wurde in den umgestalteten Ehrenhain umgebettet.
Im Wohnhaus Magnus Posers, Karl-Liebknecht-Straße 55 in Jena, wurde zu seinem Gedenken 1967 eine Tafel mit der Inschrift: „Hier wohnte von 1908–1944 der antifaschistische Widerstandskämpfer Magnus Poser, der von den Faschisten am 21. Juli 1944 ermordet wurde“ angebracht. In den Jahren 1977 bis 1989 befand sich in diesem Gebäude eine Gedenkstätte, die dem Leben und Wirken Magnus Posers gewidmet war. Diese wurde 1989 geschlossen.
Die Deutsche Post der DDR gab zu Ehren von Theodor Neubauer und Magnus Poser 1970 eine Sonderbriefmarke heraus.

## Ehrennamen
Schulen
- Nach Magnus Poser wurden in der DDR Polytechnische Oberschulen in Jena, Frauenprießnitz, Lehesten (Thüringer Wald), Ottendorf (Thüringen), Mittelpöllnitz, Saalfeld, Bad Salzungen, Gera, Lengfeld (Thüringen), Lippersdorf-Erdmannsdorf, Bürgel (Thüringen) und Zella-Mehlis benannt. Berufsschulen mit seinem Namen gab es in Delitzsch und Zwochau. Eine Förder-Schule in Apolda trug ebenfalls seinen Namen.

Militärische Einheiten
- Den Traditionsnamen „Magnus Poser“ trugen die 13. VP-Bereitschaft in Meiningen und weiterhin die Raketenabteilung 11 der 11. motorisierten Schützendivision der NVA in Hermsdorf ab dem 1. März 1968.

Straßen
- In Jena, Fürstenwalde, Oberhof und Zella-Mehlis gibt es eine Magnus-Poser-Straße. Auch im Neubauviertel des Leipziger Stadtbezirks Schönefeld befindet sich eine Poserstraße. In Gera erhielt die Magnus-Poser-Straße 1991 wieder ihren alten Namen Untermhäuser Straße.

Sonstiges
- Der Zubringertrawler mit der Fischereikennnummer ROS 420 der „Artur Becker“-Baureihe erhielt seinen Namen.
- In Jena wurden eine Druckerei und ein Jugendklub der FDJ nach ihm benannt.
- In Stadtroda wurde ein Kindergarten nach ihm benannt. Dieser wurde jedoch nach der Wende geschlossen.
- In Remschütz unterhielt der VEB Carl Zeiss Jena ein Betriebsferienlager „Magnus Poser“.
- Von 1977 bis 1989 trug der Jenaer Kernberglauf den Untertitel „zum Gedenken an Magnus Poser“; dessen Witwe Lydia Poser war Schirmherrin.
- In Bad Blankenburg trug das FDGB-Erholungsheim bis 1990 seinen Namen.